# Người khổng lồ

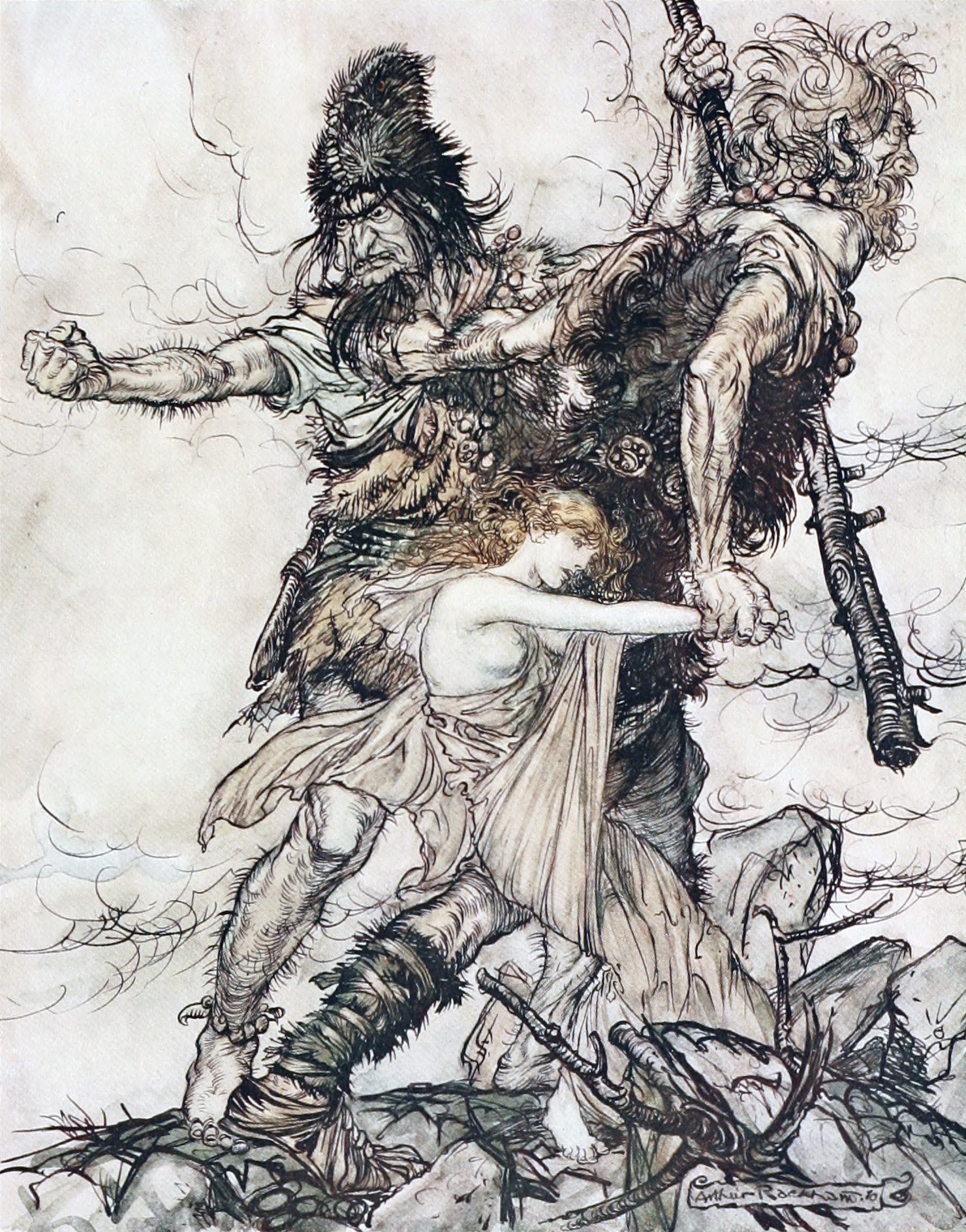
Những gã khổng lồ Fafner và Fasolt nắm chặt Freyja trong minh họa do Arthur Rackham vẽ trong tác phẩm Der Ring des Nibelungen của Richard Wagner.

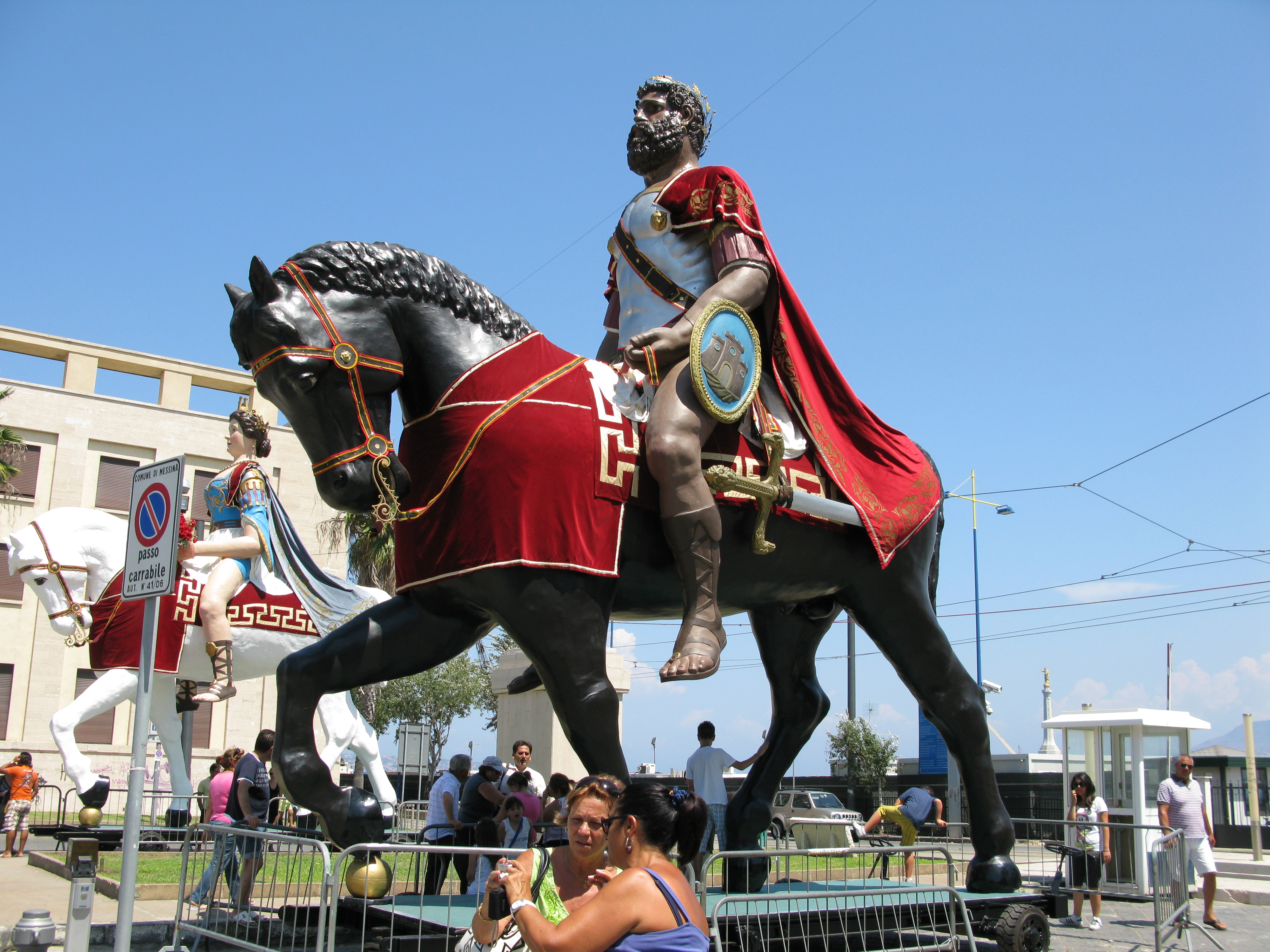
Người khổng lồ Mata và Grifone đã tổ chức tại Messina vào tháng 8, Sicily, Ý

Trong văn hóa dân gian, Người khổng lồ (tiếng Anh: Giant, bắt nguồn từ tiếng Latin và Hy Lạp cổ đại: gigas, nhận thức giga-) là những sinh vật có hình dáng giống con người, nhưng đôi khi có kích thước và sức mạnh phi thường hoặc mang một vẻ ngoài đáng chú ý khác. Từ khổng lồ, được chứng thực lần đầu tiên vào năm 1297, được bắt nguồn từ Gigantes (tiếng Hy Lạp cổ: Γίγαντες ) của thần thoại Hy Lạp. Trái ngược với người khổng lồ chính là những người tí hon.
Những câu chuyện cổ tích như "Jack the Giant Killer" đã hình thành nhận thức hiện đại về những người khổng lồ là những con quái vật ngu ngốc và hung bạo, đôi khi được cho là ăn thịt người, trong khi những người khổng lồ khác có xu hướng ăn thịt gia súc. Nhân vật phản diện trong " Jack và cây đậu thần" thường được mô tả như một người khổng lồ. Trong một số miêu tả gần đây, như của Jonathan Swift và Roald Dahl, một số người khổng lồ vừa thông minh vừa thân thiện.

## Phân tích văn học và phân tích văn hóa
Những người khổng lồ xuất hiện trong văn hóa dân gian của các nền văn hóa trên toàn thế giới vì họ đại diện cho một khái niệm tương đối đơn giản. Đại diện cho cơ thể con người mở rộng đến mức quái dị, những người khổng lồ gợi lên nỗi kinh hoàng và nhắc nhở con người về sự yếu đuối và dễ tử vong của cơ thể họ. Chúng thường được miêu tả là quái vật và độc ác hay ăn thịt người nhưng vẫn có ngoại lệ. Một số người khổng lồ xen kẽ với con người một cách thân thiện và thậm chí có thể là một phần của gia đình nhân loại với con cháu của họ được miêu tả như người thường.

## Tôn giáo và thần thoại

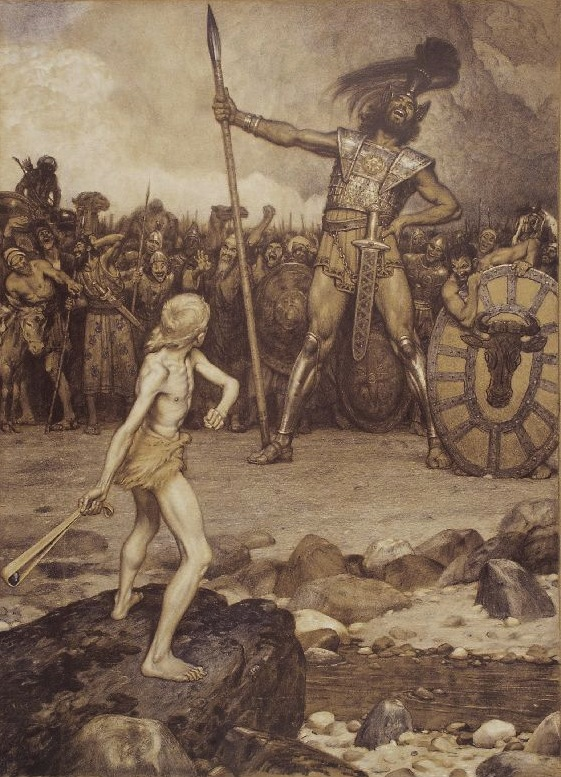
David đối mặt với Goliath trong bản in thạch bản năm 1888 này của Osmar Schindler

### Abraham
Genesis kể về Nephilim trước và sau trận lụt của Nô-ê. Theo Genesis 7:23, Nephilim đã bị phá hủy trong trận lụt, nhưng Nephilim được báo cáo sau trận lụt, bao gồm:
- Anakites
- các Emites
- người Amorite [3]
- các Rephaites

Sách Số bao gồm báo cáo gây nản lòng của các điệp viên mà Moses gửi đến Canaan: "Chúng tôi không thể tấn công những người đó; họ mạnh hơn chúng tôi (...) Tất cả những người chúng tôi thấy đều có kích thước lớn. Chúng tôi đã thấy Nephilim ở đó (hậu duệ của Anak đến từ Nephilim). Chúng tôi trông giống như châu chấu ngay trong mắt của chúng tôi, và chúng tôi trông cũng giống như châu chấu trong con mắt họ." Tuy nhiên, Sách Joshua, mô tả cuộc chinh phạt thực sự của Canaan ở thế hệ sau, không liên quan đến những người như vậy sống ở đó.
Kinh thánh cũng kể về Gog và Magog, người sau này đã đi vào văn hóa dân gian châu Âu, và về trận chiến nổi tiếng giữa David và Philistine Goliath. Trong khi Goliath thường được miêu tả là một người khổng lồ khi kể lại câu chuyện trong Kinh thánh, anh ta nhỏ hơn nhiều so với những người khổng lồ trong Kinh thánh.    The 1st thế kỷ sử gia Do Thái Flavius Josephus, và Cuộn Biển Chết (1-2 thế kỷ trước Công nguyên) cho thấy chiều cao Goliath là "bốn cubit và một span," khoảng 2,00 m tương đương khoảng 6 feet 7 inch. Bản dịch Kinh thánh của King James nói rằng Goliath khổng lồ cao "sáu cubit và một span", tức là cao khoảng 9 feet 9 inch, (hơn 2,75 m) (1Samuel 17:4 KJV), nhưng Septuagint, một cuốn Kinh thánh Hy Lạp, cho chiều cao của Goliath là "bốn cubit và một span" (~ 2,00 m). Để so sánh, người Anakite được mô tả là làm cho người Israel có vẻ giống như châu chấu.
Josephus cũng mô tả người Amorite là những người khổng lồ trong Cổ vật của người Do Thái, vào khoảng năm 93 sau Công nguyên, chỉ ra rằng một số hóa thạch có thể đã được trưng bày vào thời điểm đó: Vì lý do đó, họ đã chuyển trại của họ đến Hebron; và khi họ lấy nó, họ đã xoay tất cả cư dân. Khi đó, vẫn có những người khổng lồ, những người có thân hình quá lớn và số lượng hoàn toàn khác biệt với những người khác, đến nỗi họ ngạc nhiên về khi nhìn và khủng khiếp khi nghe. Xương cốt của những người đàn ông này vẫn được hiển thị cho đến tận ngày nay, không giống với bất kỳ xương còn lại đáng tin cậy nào của những người khác. " 
Trong đạo Hồi, người khổng lồ được gọi là jababirat hoặc jabbirun (tiếng Ả Rập: جبارون  "Bạo chúa" hoặc "đại gia"; số ít, tiếng Ả Rập: جبار Jabbar) như Jalut (Goliath) được đề cập, cũng như 'Uj ibn Anaq.
Sách Enoch mô tả những người khổng lồ là con đẻ của Watcher và phụ nữ trong 7: 2.

### Armenia
Hayk được biết đến như là người sáng lập của nhà nước Armenia. Hayk là một phần của cuộc đua của những người khổng lồ đã giúp xây dựng tháp Babel. Nhà sử học cổ đại Movses Khorenatsi đã viết: "Hayk đẹp trai và cá tính, với mái tóc xoăn, đôi mắt lấp lánh và cánh tay mạnh mẽ. Trong số những người khổng lồ, ông là người dũng cảm nhất và nổi tiếng nhất, đối thủ của tất cả những người giơ tay để trở thành người cai trị tuyệt đối của những người khổng lồ và những anh hùng. " 
Núi Nemrut được biết là đã có tên của nó từ một truyền thống Armenia, trong đó Nimrod đã bị giết bởi một mũi tên của Hayk trong trận chiến lớn giữa hai đội quân người khổng lồ ở phía đông nam hồ Van.

### Baltic
Theo thần thoại Baltic, một nữ khổng lồ tên là Neringa chơi nghịch trên bờ biển đã hình thành nên Curonia Spit ("neria, nerge, neringia" có nghĩa là vùng đất lặn lên xuống như một người bơi lội). Nhân vật này cũng xuất hiện trong các huyền thoại khác (trong một số trong đó cô được thể hiện là một phụ nữ trẻ mạnh mẽ, tương tự như một phiên bản Hy Lạp nữ của Heracles). " Neringa" là tên của một thị trấn hiện đại ngày nay.

### Basque
Những người khổng lồ là những nhân vật thô kệch nhưng nói chung là có sức mạnh ghê gớm sống trên những ngọn đồi của xứ Basque. Những người khổng lồ đại diện cho người Basque miễn cưỡng chuyển đổi sang Cơ đốc giáo, người quyết định gắn bó với lối sống và phong tục cũ trong rừng. Đôi khi, họ nắm giữ bí mật về các kỹ thuật cổ xưa và sự khôn ngoan mà các Kitô hữu chưa biết, giống như trong truyền thuyết về San Martin Txiki, trong khi đặc điểm nổi bật nhất của họ là sức mạnh. Theo sau đó, trong nhiều truyền thuyết trên toàn lãnh thổ xứ Basque, những người khổng lồ phải chịu trách nhiệm cho việc tạo ra nhiều thành tạo đá, đồi và cấu trúc cự thạch lâu đời (mộ đá, v.v.), với những giải thích tương tự được cung cấp ở các điểm khác nhau.
Tuy nhiên, những người khổng lồ thể hiện các biến thể và hình thức khác nhau, họ thường được gọi là jentilak và mairuak, trong khi cá nhân họ có thể được đại diện là Basajaun ("chúa tể của các khu rừng"), Sanson (phát triển của Samson trong kinh thánh), Errolan (dựa trên tướng quân đội Frankish Roland, người đã chết trong trận chiến đèo Roncevaux) hoặc thậm chí là Tartalo (một người khổng lồ một mắt giống với Cyclops Polyphemus của Hy Lạp).

### Bulgaria
Trong thần thoại Bulgaria, những người khổng lồ được gọi là ispolini cư ngụ trên Trái đất trước con người hiện đại. Họ sống trên núi, ăn thịt sống và thường chiến đấu chống lại rồng. Ispolini sợ quả mâm xôi vì nó có hình ảnh nguy cơ vấp ngã và chết, vì vậy họ đã hiến tế cho cây đó.

### Hy Lạp
Trong thần thoại Hy Lạp, Gigantes (ατεςτες) là (theo nhà thơ Hesiod), những đứa con của Uranus (αόςός) và Gaia (αία) (linh hồn của bầu trời và trái đất) nơi một số miêu tả có đôi chân giống rắn. Họ đã tham gia vào một cuộc xung đột với các vị thần Olympia gọi là Gigantomachy (Γιγαντομαχία) khi Gaia bảo họ tấn công đỉnh Olympus. Trận chiến này cuối cùng đã được giải quyết khi người anh hùng Heracles quyết định giúp đỡ những vị thần trên đỉnh Olympus. Người Hy Lạp tin rằng một số người trong số họ, như Enceladus, đã bị chôn vùi từ thời đó dưới lòng đất và những người khổng lồ bị hành hạ dưới đất đã dẫn đến động đất và phun trào núi lửa.
Herodotus trong quyển 1, Chương 68, mô tả cách người Sparta ở Tegea phát hiện ra cơ thể của Orestes, có bảy khối, dài khoảng 10 feet (3 mét). Trong cuốn sách So sánh Romulus với Theseus Plutarch mô tả cách người Athen phát hiện ra cơ thể của Theseus, có kích thước lớn hơn bình thường. Xương bánh chè của Ajax có kích thước chính xác như một chiếc đĩa trong trò chơi 5 môn phối hợp, Pausanias viết. Đĩa ném của trò chơi 5 môn phối hợp có đường kính khoảng 12 cm, trong khi một xương bánh chè trưởng thành bình thường khoảng 5 cm, cho thấy Ajax có thể cao khoảng 14 feet (~ 4,3 mét).
Cyclopes, cũng được so sánh với những người khổng lồ do kích thước khổng lồ của chúng (Polyphemus, con trai của Poseidon và Thoosa, và kẻ thù của Odysseus). Các Elder Cyclopes là con của Gaia và Uranus, sau đó họ đã tạo ra Thần Sấm của Zeus, Cây đinh ba của Poseidon và Helm of Darkness của Hades trong Titanomachy.
Hecatoncheires là những người khổng lồ có 100 cánh tay và 50 đầu, cũng là con của Gaia và Uranus.
Các chủng tộc khổng lồ được biết đến khác trong thần thoại Hy Lạp bao gồm Gegeinees sáu tay, Hyperborea ở phía bắc và Laestrygonians ăn thịt người.

### Ấn Độ giáo
Trong Ấn Độ giáo, những người khổng lồ được gọi là Daitya. Các Daitya (दैत य) là con của Diti và nhà hiền triết Kashyapa đã chiến đấu chống lại các vị thần hoặc Deva vì họ ghen tị với anh em cùng cha khác mẹ Deva của họ. Vì Daityas là một chủng tộc tìm kiếm sức mạnh, đôi khi họ liên minh với các chủng tộc khác có ý thức hệ tương tự là Danavas và Asura. Daityas cùng với Danavas và Asura đôi khi được gọi là Rakshasas, thuật ngữ chung cho một con quỷ trong thần thoại Hindu. Một số Daityas được biết đến bao gồm Hiranyakashipu và Hiranyaksha. Nhân vật phản diện chính của sử thi Ấn Độ giáo Ramayana, Ravana, là một Bà la môn từ phía cha và Daitya từ phía mẹ. Em trai của anh, Kumbhakarna, được cho là cao như một ngọn núi và khá tốt bụng. Cũng có những ghi chép nói rằng con người đã phát triển đến kích cỡ của những người khổng lồ trong Satya Yuga.

### Jaina giáo
Theo Jains, đã có lúc những người khổng lồ có mặt trên trái đất này.  Vũ trụ học Jain chia chu kỳ thời gian trần gian thành hai phần hoặc nửa chu kỳ, avasarpani (thuần khiết giảm dần) và tăng dần (utsarpani).